# Plafond de la Sécurité sociale
Pour les articles homonymes, voir PSS.
Le plafond de la Sécurité sociale (PSS) est utilisé pour le calcul de certaines cotisations sociales (assurance vieillesse, régimes complémentaires de retraite…), de certaines prestations de Sécurité sociale (notamment assedic) et de limite d'exonération de l'indemnité de stage.
Concernant l'assurance vieillesse, il s'agit du montant maximum soumis à cotisations salariales pour la retraite de base gérée par la Caisse nationale d'assurance vieillesse (CNAV). Le montant du salaire versé au-delà de ce plafond n'est pas soumis à la cotisation d'assurance vieillesse pour la part salariale, sauf 0,10% de cotisation déplafonnée

## Calcul des cotisations aux régimes de retraite de base de laSécurité sociale
L'assiette de cotisation (part du salaire brut soumise à cotisations) est égale au minimum entre le salaire mensuel brut et le produit du taux d'activité et du plafond mensuel de la Sécurité sociale.
Un salarié travaillant au 4/5ème et percevant 2 500 € brut est taxé au titre de l'assurance vieillesse à 6,65 %.
Plafond mensuel de la Sécurité sociale (PMSS) : 3 086 € en 2013
L'assiette de cotisation se calcule en appliquant le taux d'activité au PMSS soit 3 086 € x 4/5 = 2 468,8 €
Seule la part du salaire brut inférieure à l'assiette de cotisation sera taxée d'où une cotisation salariale au régime de base égale à 2 468,8 € x 6,65 % = 164,1752 €

## Historique des valeurs
Le plafond de la Sécurité sociale française est fixé chaque année par les pouvoirs publics.
Chaque année, en France, le plafond de la Sécurité sociale est revalorisé en fonction de l’évolution des salaires, conformément aux règles prévues par le code de la Sécurité sociale.
| Année | Plafond  | Plafond | Plafond    | Plafond |
| Année | Annuel   | Mensuel | Journalier | Horaire |
| ----- | -------- | ------- | ---------- | ------- |
| 2000  | 26 892 € | 2 241 € | 103,36 €   | 13,26 € |
| 2001  | 27 349 € | 2 279 € | 105,19 €   | 13,42 € |
| 2002  | 28 224 € | 2 352 € | 109 €      | 14 €    |
| 2003  | 29 184 € | 2 432 € | 112 €      | 14 €    |
| 2004  | 29 712 € | 2 476 € | 114 €      | 15 €    |
| 2005  | 30 192 € | 2 516 € | 116 €      | 15 €    |
| 2006  | 31 068 € | 2 589 € | 143 €      | 19 €    |
| 2007  | 32 184 € | 2 682 € | 148 €      | 20 €    |
| 2008  | 33 276 € | 2 773 € | 153 €      | 21 €    |
| 2009  | 34 308 € | 2 859 € | 157 €      | 21 €    |
| 2010  | 34 620 € | 2 885 € | 159 €      | 22 €    |
| 2011  | 35 352 € | 2 946 € | 162 €      | 22 €    |
| 2012  | 36 372 € | 3 031 € | 167 €      | 23 €    |
| 2013  | 37 032 € | 3 086 € | 170 €      | 23 €    |
| 2014  | 37 548 € | 3 129 € | 172 €      | 23 €    |
| 2015  | 38 040 € | 3 170 € | 174 €      | 24 €    |
| 2016  | 38 616 € | 3 218 € | 177 €      | 24 €    |
| 2017  | 39 228 € | 3 269 € | 180 €      | 24 €    |
| 2018  | 39 732 € | 3 311 € | 182 €      | 25 €    |
| 2019  | 40 524 € | 3 377 € | 186 €      | 25 €    |
| 2020  | 41 136 € | 3 428 € | 189 €      | 26 €    |
| 2021  | 41 136 € | 3 428 € | 189 €      | 26 €    |
| 2022  | 41 136 € | 3 428 € | 189 €      | 26 €    |
| 2023  | 43 992 € | 3 666 € | 202 €      | 27 €    |
| 2024  | 46 368 € | 3 864 € | 213 €      | 29 €    |
| 2025  | 47 100 € | 3 925 € | 216 €      | 29 €    |